# Suzanne Manet
Suzanne Manet, née Suzanne Leenhoff le 30 octobre 1829 à Delft et morte le 8 mars 1906 à Paris (7e arrondissement), est une pianiste néerlandaise, concubine puis épouse du peintre Édouard Manet.

## Biographie
Si Manet travaillait souvent avec Victorine Meurent (qui servit de modèle pour nombre de ses toiles), il partagea sa vie intime avec Suzanne Leenhoff, qui devint Suzanne Manet. Cette Néerlandaise corpulente et placide, que Berthe Morisot appelait affectueusement « la grosse Suzanne », vécut aux côtés du peintre et l'épousa en octobre 1863 malgré ses nombreuses infidélités, soit un an après la mort de son père.
La silhouette tranquille et apaisante de Suzanne figure à de nombreuses reprises dans l'œuvre de Manet. Dans Madame Manet au piano, l'époux de la jeune femme met en valeur le grand talent qu'elle avait pour jouer cet instrument, au point qu'elle put apaiser les derniers jours de Baudelaire en jouant du Wagner.
Il est aussi établi que Suzanne Manet, avant de rencontrer Édouard Manet, connut intimement le père de l'artiste. Cette double relation entre le père et le fils a posé de nombreux problèmes au sein de la communauté bourgeoise que la famille Manet fréquentait. L'identité du père de Léon fut l'un de ces problèmes car il fut difficile, en effet, de déterminer lequel d'Édouard ou d'Auguste Manet était le géniteur de l'enfant.
En 1877, elle a une aventure avec Jules-Armand Hanriot : Édouard Manet, qui avait accueilli le jeune peintre parmi ses proches chez lui, et l'avait même recommandé, menace désormais de le tuer s'il s'approche de sa femme. Dès lors, Hanriot va se faire plus que discret, et en effet, il semble disparaître.
La sœur de Suzanne Manet, Martha Adian Johanna Leenhoff, était l'épouse du peintre Jules Vibert.

## Les portraits de Suzanne par Manet
Elle est très probablement le modèle de La Nymphe surprise, alors qu'elle travaillait comme professeur de piano pour la famille Manet.
Manet n'a réalisé que six portraits de sa femme, dans les années qui ont suivi leur mariage en 1863. La moitié sont restées inachevées, y compris celui réalisé en 1873 conservé au Metropolitan.
On compte néanmoins plusieurs portraits notoires, notamment La Lecture, où Mme Manet écoute avec attention les paroles de son fils Léon et Madame Manet au piano. 
Le portrait A Bellevue, une banlieue de Paris, où ils ont passé l'été 1880, a été précédé d'au moins deux dessins et une esquisse à l'huile. C'est le dernier portrait que Manet fera de sa femme.

Portraits par Manet
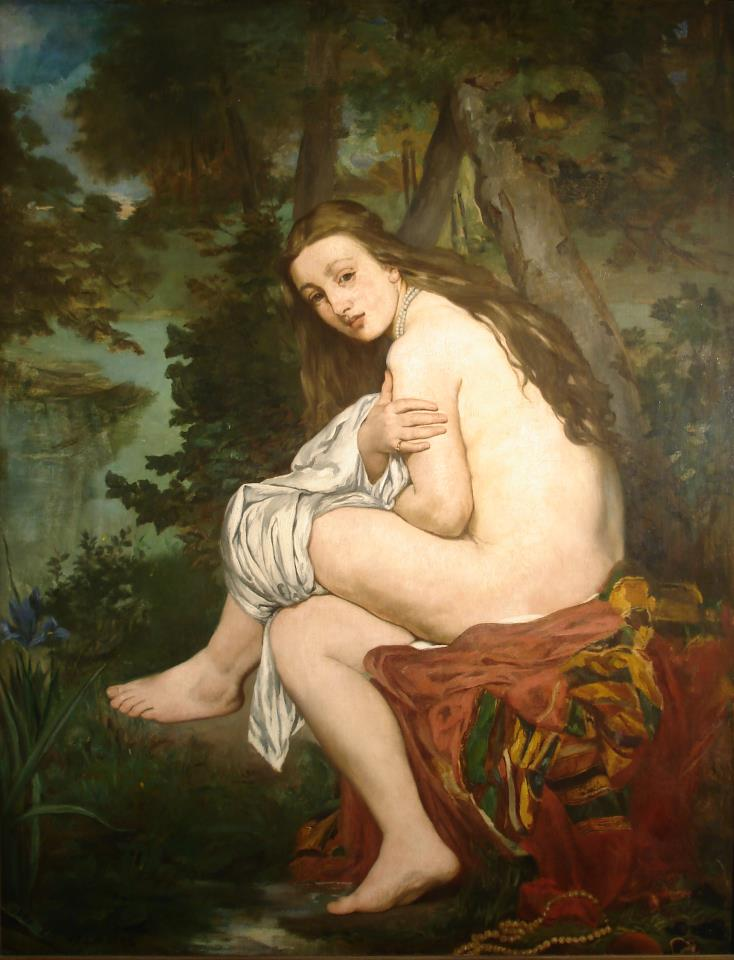
La Nymphe surprise, 1860-1861 Musée national des beaux-arts (Buenos Aires)
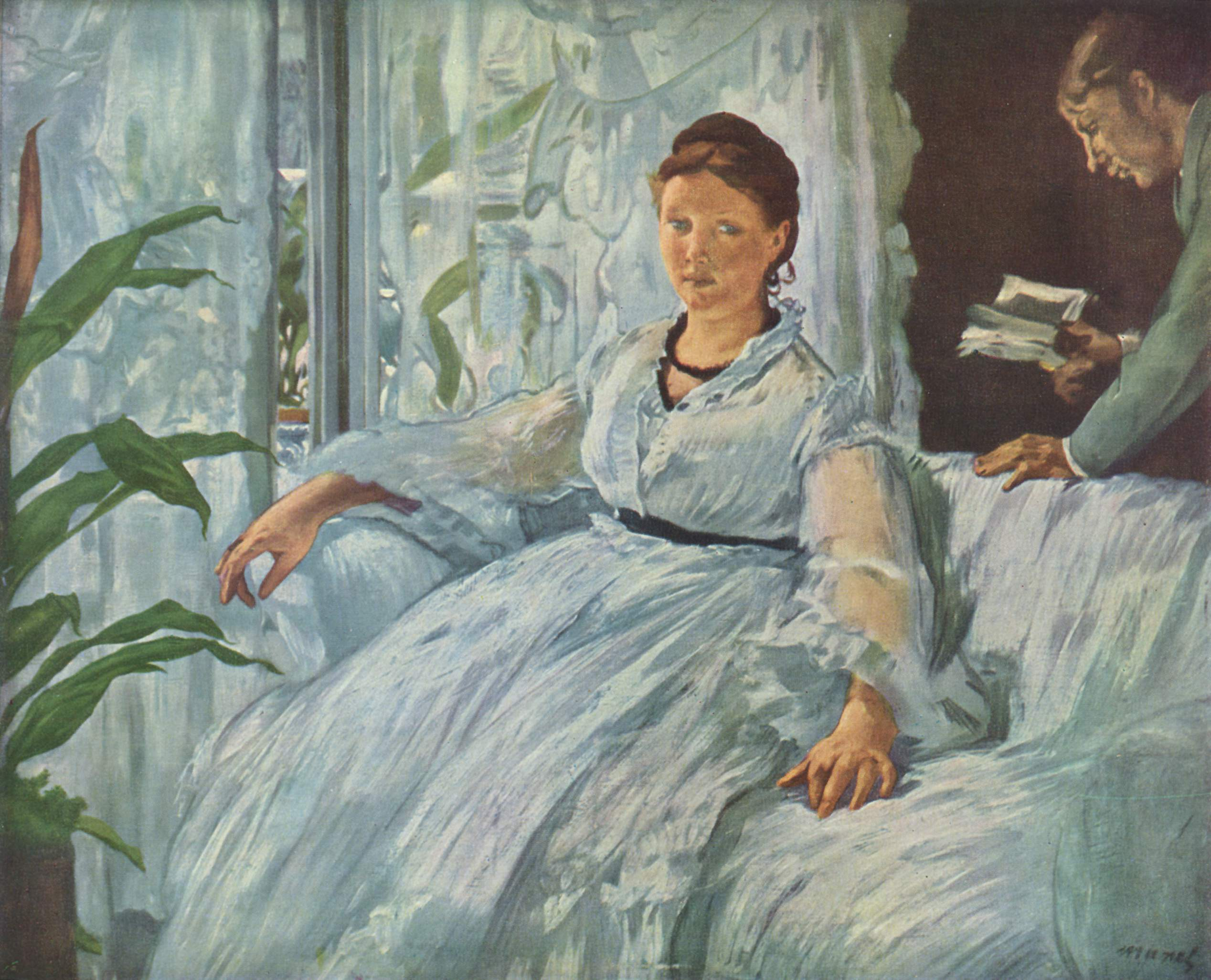
La Lecture, 1865 Musée d'Orsay (Paris)
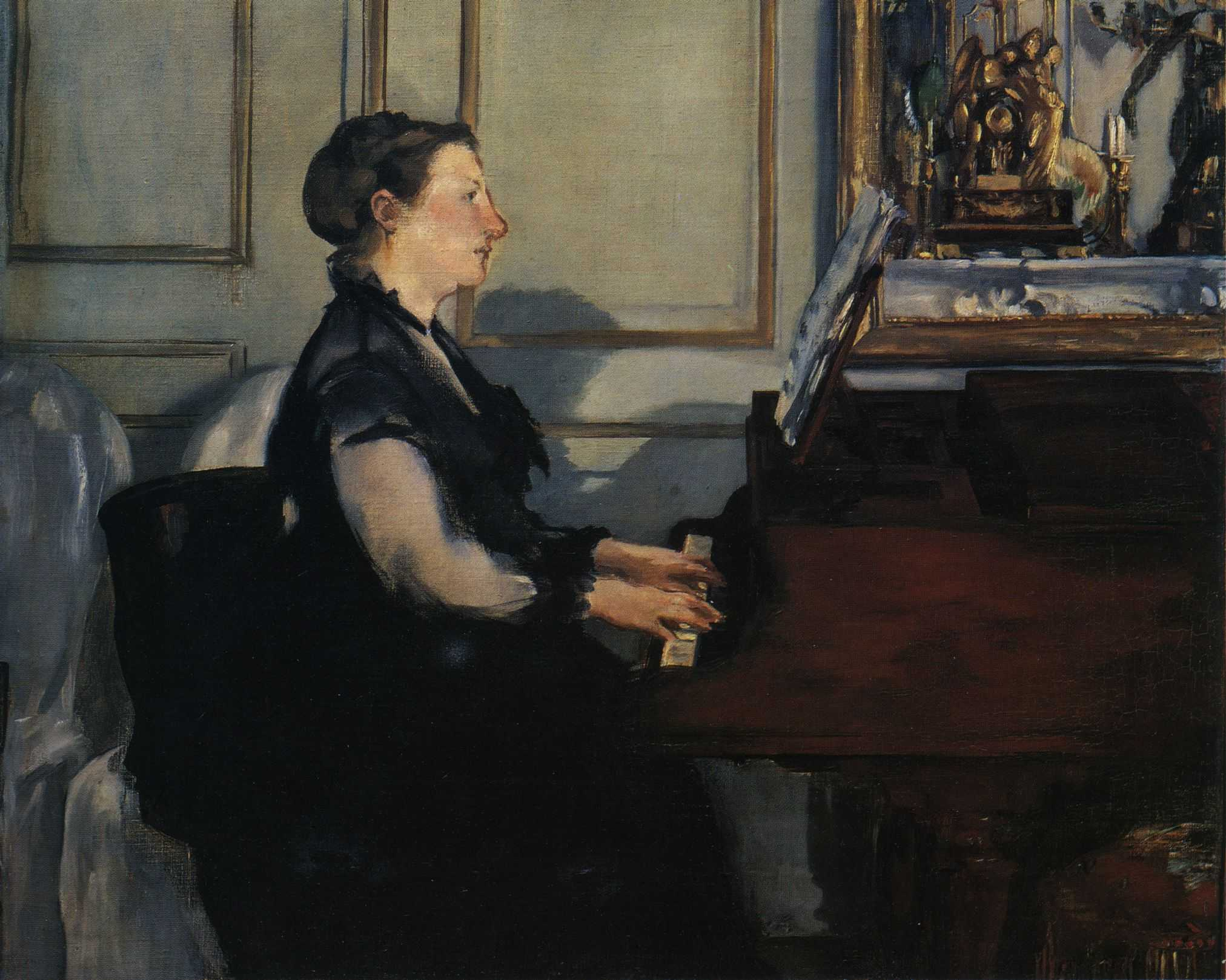
Madame Manet au piano, 1868 Musée d'Orsay (Paris)
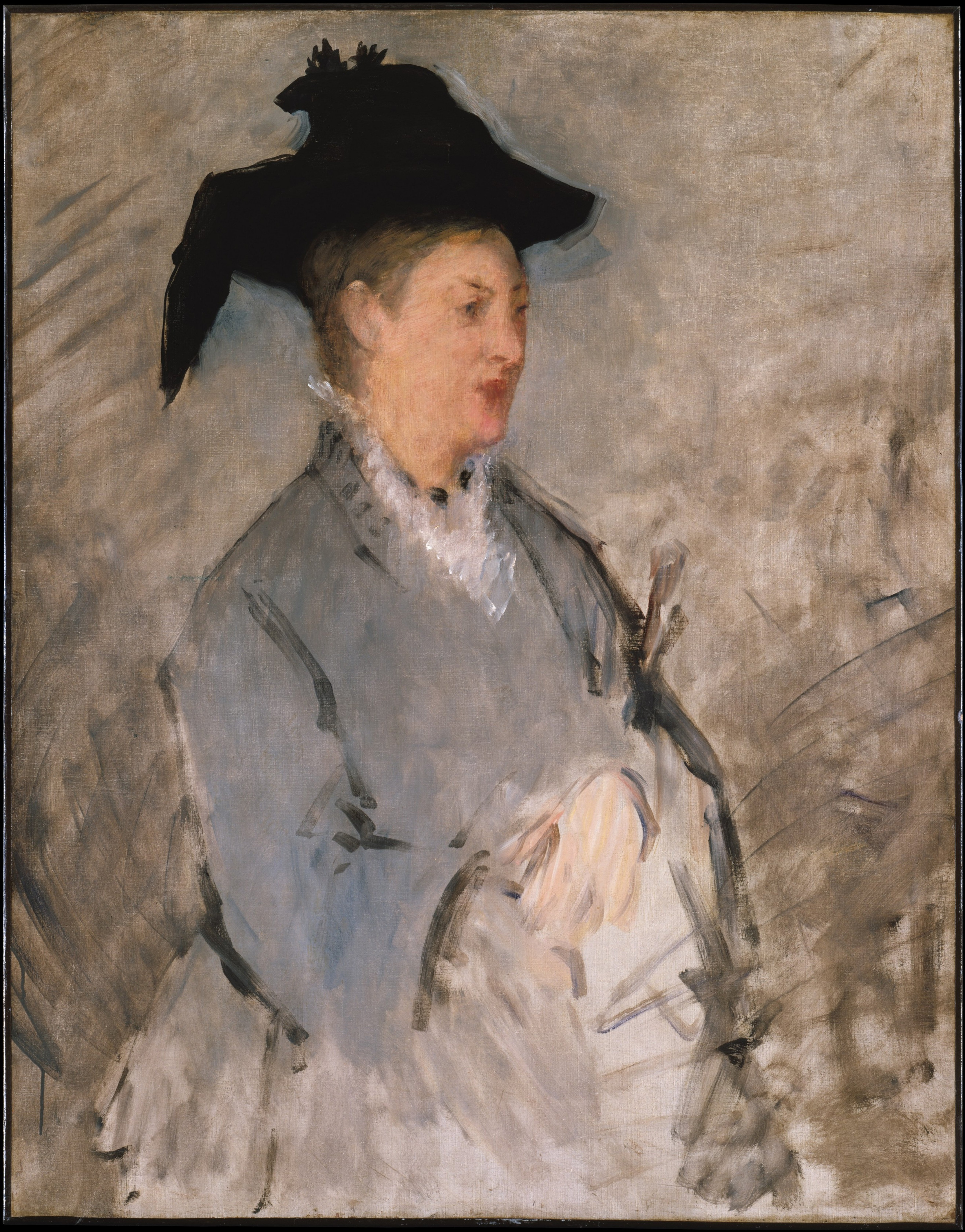
Madame Edouard Manet (Suzanne Leenhoff, 1829–1906), vers 1873 Metropolitan Museum (New York)
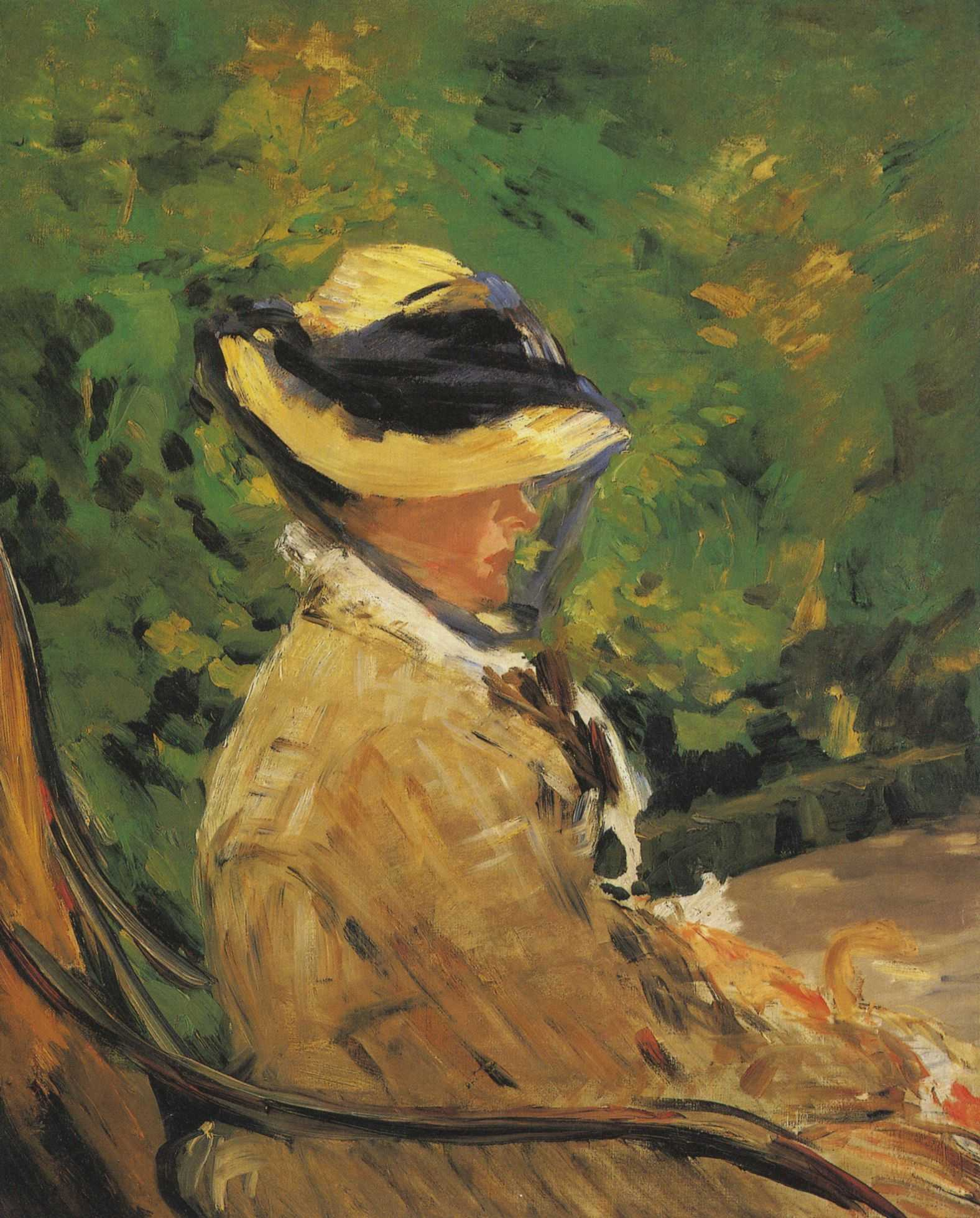
Madame Manet (Suzanne Leenhoff), 1829–1906) à Bellevue, 1880 Metropolitan Museum (New York)